# Adib Fricke
Adib Fricke (* 1962 in Frankfurt am Main) ist ein deutscher Künstler, der mit Wörtern und Text arbeitet. Fricke studierte Visuelle Kommunikation an der Universität der Künste Berlin (1981–1986) und Japanologie an der Freien Universität Berlin (1985–1987). Er lebt und arbeitet in Berlin.

## Werk
Seit Ende der 1980er Jahre setzt sich Adib Fricke mit Bedeutung, Gebrauch und Wahrnehmung von Wörtern und Text auseinander.
Im Zentrum seiner ersten Werkgruppe the antonym of synonym is antonym aus den Jahren 1988 bis 1994 stehen experimentelle Text- und Videoarbeiten, die sich sowohl der traditionellen Printmedien als auch der neuen Technologien bedienen. Schon in seinen frühen Arbeiten – Die Reise – Ein Gedicht in 42 Strophen (Lesung durch computergenerierte Stimme, 1988) und Das Raumschiff – Ein Film mit Worten (Video, 1989) – manipulierte Fricke die traditionellen Verwendungs- und Wahrnehmungsstandards von Text im Kontext. Das Buchprojekt AdibProp, in dem er 30 Künstler-Werbetafeln in unterschiedlichen Kontexten 1988 publizierte, führte 1992 zu einer in Zusammenarbeit mit dem Künstlerhaus Bethanien Berlin organisierten Posterausstellung in ca. 400 Museen und Kulturinstitutionen weltweit. Eine Erweiterung des Experimentierfeldes bildeten ab Anfang der 1990er Jahre die selbst programmierten Zufallsgeneratoren Das Lächeln des Leonardo da Vinci (1990 f.), der ca. 30 Millionen Sätze zur bildenden Kunst generierte, sowie Die Nachtwache von Rembrandt (1992 f.), der ca. 100 Millionen Bildunterschriften zur Knipserfotografie produzierte.
Zwischen 1994 und 2004 widmete sich Fricke mit seinem 1994 gegründeten Unternehmen „The Word Company“ der Herstellung und dem Vertrieb bedeutungsloser Wortschöpfungen, den sogenannten Protonymen. Begleitend zu seinen Wortschöpfungen, formulierte er Geschäftsbedingungen für deren Erwerb und Nutzung und stellte damit die Nutzung von Wörtern und deren Funktion als Kommunikationsträger in Frage. Einzelne bzw. Gruppen von Protonymen wurden in zahlreichen Ausstellungen und Projekten international präsentiert – in Form von Installationen, Wandgemälden, oder auch Projekten im öffentlichen Raum, wie z. B. Words to Go II, bei dem im Verkehrsverbund Nürnberg regulär nutzbare U-Bahn-Fahrscheine jeweils mit einem von drei Protonymen bedruckt waren. Das Verhältnis zwischen kreativem Prozess, Sinnschaffung und Nutzung wird endgültig verzerrt, wenn Protonyme sowohl Teil als auch Titel einer Ausstellung, und somit auf jeder Ebene zur Marke werden: ONTOM für die Eröffnungsausstellung der Galerie für Zeitgenössische Kunst Leipzig (1998), QUOBO bei der Wanderausstellung Kunst in Berlin 1989–1999 des Instituts für Auslandsbeziehungen (ifa), oder auch QUIVID, das seit 2002 als Bezeichnung der Kunst-am-Bau-Aktivitäten des Baureferats der Stadt München benutzt wird.
Ab 2003/2004 beschäftigte sich Fricke verstärkt mit der physischen Präsenz von Text und Wörtern und mit der Fragmentierung von Satzbauten, die auf digitalen Textsammlungen basieren. Diese Arbeiten mit Textkorpora wurden programmatisch unter dem Titel Public Words geführt. Durch Textinstallationen in Büchern, auf Bannern, in Form von Wandbemalung oder Leuchtkästen wurden Arbeiten präsentiert, die „Worträume“ entstehen ließen. Die physische Darstellung der neu kombinierten Textfragmente bietet eine für den Betrachter offene Fläche; der Sinn der Wortwerke kann von jedem Einzelnen frei erschlossen werden. Dazu gehören u. a. die Installation Marmelade aus Mexiko mit Suchmaschinenanfragen beim Institut für Mikrobiologie und Hygiene bei der Charité in Berlin (2003), die zehn Leuchtkästen Above Us the Sky für das Tagungshotel Lufthansa Seeheim (2009) oder die 8 Textblöcke Zur Theorie der Gedanken im Neubau der Universität Luzern und der Pädagogischen Hochschule Zentralschweiz (2009/2011).
Im Rahmen seines 2013 realisierten Projekts Your Brain is Your Brain gründete Fricke das Bedeutungslabor, eine Plattform, die sich interdisziplinär mit Fragen zur Entstehung von Bedeutung auseinandersetzt. Das Kunstprojekt Your Brain is Your Brain entsteht in Zusammenarbeit mit Neurowissenschaftlern des Max-Planck-Instituts für Kognitions- und Neurowissenschaften, Leipzig und des Berliner Medizinhistorischen Museums der Charité, Berlin. Zehn verschiedene Headlines werden auf insgesamt 110 großformatigen Plakaten in drei Bezirken von Berlin präsentiert – kurze Statements zur neuroplastischen Funktionsweise des Gehirns, deren spektakuläre physische Präsenz im öffentlichen Raum die Betrachter reflexiv zum Nachdenken über die eigene Wahrnehmung von Sinn und Text auffordert und das eigene Denken denken lässt.

## Ausstellungen und Projekte (Auswahl)
- 2013 – Your Brain is Your Brain. Zehn Headlines zum menschlichen Gehirn auf 110 Plakatwänden in den Bezirken Mitte, Kreuzberg und Schöneberg in Berlin
- 2009 – Once I say I, I am talking to you. Textinstallation/Leuchtkästen mit Fotos, Realace Gallery, Berlin
- 2006 – Kann Freiheit nicht simulieren/Can’t simulate freedom, in Hannah Arendt Denkraum, ehemalige Jüdische Mädchenschule, Berlin (sowie als Künstlerbeitrag in die tageszeitung vom 14. Oktober 2006)
- 2006 – my private corpus. Textinstallation, Villa Grisebach Gallery, Berlin und als Ausschnitt in Anstoß Berlin – Kunst macht Welt, Haus am Waldsee, Berlin
- 2004 – You Can Dump Me. Textinstallation in “Poetische Positionen”, Kasseler Kunstverein, Kassel
- 2003 – Marmelade aus Mexiko. Installation mit Suchmaschinenanfragen, Institut für Mikrobiologie und Hygiene, Charité Berlin
- 2001 – SWOKS in Public White Cube, ein Ausstellungsprojekt, bei dem mehrfach das Recht, die Ausstellung zu ändern, über eBay versteigert wurde, Berlin
- 2000 – QUOBO. Ein Protonym als Titel für eine Ausstellung zur Kunst in Berlin von 1989 bis 1999, ifa – Institut für Auslandsbeziehungen, Stuttgart/Berlin
- 2000 – Words to Go II. Im Verkehrsverbund Nürnberg regular nutzbare U-Bahn-Fahrscheine je bedruckt mit einem von drei Protonymen, in log.in, Institut für moderne Kunst Nürnberg
- 1999 – Every word has its day/Jedes Wort hat seinen Tag. In Talk. Show – Die Kunst der Kommunikation in den 90er Jahren, Von der Heydt-Museum, Wuppertal und Haus der Kunst, München
- 1999 – Wörterarbeit. 12 Poster mit 6 Protonymen/Vortragsprogramm, Galerie Barbara Weiß, Berlin
- 1999 – Words to Watch. Installation mit 6 Protonymen, Busch-Reisinger Museum, Cambridge/Mass.
- 1998 – ONTOM. Ein Protonym als Titel für die Eröffnungsausstellung der Galerie für Zeitgenössische Kunst, Leipzig
- 1997 – Bloody Idioms. Installation/Wandgemälde, Galerie Barbara Weiß, Berlin
- 1996/1997 – Ready to Mean. 12 Flyer mit 6 Protonymen in Verbindung mit Ausstellung, Galleri Wang, Oslo
- 1996 – Das neue Wort – Magazin für neue Wörter. 6 Ausgaben eines Magazins für neue Wörter, das nur aus der Titelseite bestand, jede Woche wurde eine neue Ausgabe davon an Kiosken verkauft, in Surfing Systems, Kasseler Kunstverein, Kassel
- 1995 – Nr. 3/95. 4 Protonymen gestempelt in der Ausgabe Nr. 3/95 der Zeitschrift neue bildende kunst, je ein Viertel der Auflage hatte ein anderes Wort, Berlin
- 1994 – The Word Company. Erste Ausstellung mit Protonymen, Galerie Anselm Dreher, Berlin

## Werke in öffentlichen Sammlungen
- Zur Theorie der Gedanken. Installation mit 8 Textblöcken im Neubau der Universität Luzern und der Pädagogischen Hochschule Zentralschweiz (seit 2011)
- Above Us the Sky. Zehn Leuchtkästen für das Lufthansa Training & Conference Center, Seeheim (seit 2009)
- Change Something. Permanente Installation im WissenschaftsForum Berlin (seit 2001)
- Nationalgalerie im Hamburger Bahnhof, Berlin
- Berlinische Galerie, Berlin
- Kupferstichkabinett Berlin
- Artothek, Neuer Berliner Kunstverein, Berlin
- Video-Forum, Neuer Berliner Kunstverein, Berlin

## Publikationen (Auswahl)
- 2008 – A Gorilla in a Mirror. Buch mit 36 Worttafeln und einem Text von Knut Ebeling, argobooks, Berlin
- 1996 – The Word Company, Volume 2. Mit einem Text von Bojana Pejic, Fricke & Schmid, Berlin
- 1995 – The Word Company, Volume 1. Mit einem Text von J. Schmid, Fricke & Schmid, Berlin
- 1991 – Das Gesicht im Kühlhaus/The Face in Cold Storage. Karteikartenbuch mit Textbildern, Fricke & Schmid, Berlin
- 1988 – Die Stimme der Berliner. 40 Fundgedichte, Fricke & Schmid, Berlin
- 1988 – AdibProp. 30 Werbetafeln in eigener Sache, Edition Fricke & Schmid, Berlin
- 1988 – Die Reise. Ein Gedicht in 42 Strophen, Lesung durch computergenerierte Stimme, Kassetten-Edition, Berlin